# Yu-Gi-Oh! GX
Yu-Gi-Oh! GX, intitulado no Japão por Yu-Gi-Oh! Duel Monsters GX (遊☆戯☆王デュエルモンスターズGX, Yūgiō Dyueru Monsutāzu Jī Ekkusu), é uma série de anime japonesa produzida pela Nihon Ad Systems e pelo Studio Gallop. É um spin-off e continuação de Yu-Gi-Oh! Duel Monsters, que é baseada na série de mangá Yu-Gi-Oh! escrita por Kazuki Takahashi. A história é sobre Jaden Yuki (Judai Yuki, na versão japonesa) e seus amigos, enquanto eles frequentam a Academia de Duelos. Foi ao ar no Japão na TV Tokyo entre 6 de outubro de 2004 e 26 de março de 2008, com duração de 180 episódios. A série é licenciada pela 4Kids Entertainment para distribuição no Ocidente. A série foi sucedida por Yu-Gi-Oh! 5D's.

## Sinopse
O enredo de Yu-Gi-Oh! GX é situado 10 anos após a série original. A história gira em torno de Jaden Yuki, um duelista jovem e talentoso que ganha a carta Kuriboh alado de yami yugi, agora adulto. Ele entra para a Academia de Duelos, um colégio interno duelitista fundado por Seto Kaiba. Jaden, que recebeu notas baixas no seu teste de admissão, mas que ganha o duelo de admissão contra Crowler é colocado no dormitório Slifer Vermelho, que é reservado para alunos com notas mais baixas. Mas se vê envolvido na solução de segredos escondidos da academia. Jaden faz vários amigos e rivais e assume muitos desafios em sua busca para se tornar o próximo Rei dos Jogos.

## Mídias

### Anime
A série de anime Yu-Gi-Oh! GX foi produzida pela Nihon Ad Systems e dirigida por Hatsuki Tsuji. Os roteiros foram preparados por uma formação alternada de escritores - Shin Yoshida, Jun Maekawa, Akemi Omode e Yasuyuki Suzuki - com arranjo musical de Yutaka Minobe. Takuya Hiramitsu ficou responsável pela direção de som, supervisionado por Yuji Mitsuya . O design dos personagens e monstros foram supervisionados por Kenichi Hara, enquanto os duelos foram supervisionados por Masahiro Hikokubo.
O anime começou a ser exibido no Japão pela TV Tokyo em 6 de outubro de 2004, com seu último episódio sendo transmitido em 26 de março de 2008, o que gerou um total de 180 episódios, sendo sucedido por Yu-Gi-Oh! 5D's em 2 de abril de 2008.

### Mangá
A adaptação em mangá de Yu-Gi-Oh! GX foi supervisionada por Kazuki Takahashi e escrita/ilustrada por Naoyuki Kageyama, começando a serialização na revista V-Jump no dia 17 de dezembro de 2005. Os capítulos foram reunidos e publicados em nove volumes tankobon pela editora Shueisha, a partir de 8 de fevereiro de 2007. O enredo do mangá é mais uma continuação da série original Yu-Gi-Oh!, do qual Jogo das Sombras e os relíquias do Milênio tem um papel importante dentro da história.
Um one-shot do mangá de GX foi lançado em 21 de junho de 2014 na edição de agosto da V-Jump, juntamente com um one-shot baseado em Yu-Gi-Oh! Arc-V.

## Outras mídias
- Em 2007, a produtora Eaglemoss assinou um contrato para lançar uma revista baseada em Yu-Gi-Oh! GX com o título Yu-Gi-Oh! Ultimate Guide GX.[5]
- O artista Inu Mayuge parodiou Yu-Gi-Oh! GX nos quadrinhos De-I-Ko! GX (犬☆眉☆毛DE-I-KO! GX). A paródia foi publicada em 25 de junho de 2009 na V-Jump.[6]
- Tem um jogo para Game Boy Advance chamado Yu-Gi-Oh! GX Duel Academy.